# Ali-Akbar Sa'idi Sirjani
Ali-Akbar Sa'idi Sirjani oder kurz auch Saídi Sirdschani (persisch علی‌اکبر سعیدی سیرجانی, DMG ʿAlī Akbar Saʿīdī Sīrǧānī‎, * 12. Dezember 1931 in Sirdschan; † 28. November 1994) war ein iranischer Schriftsteller, Historiker, Journalist und Dissident.
Sa'idi Sirjani schrieb mehr als 15 Bücher, in denen er sich unter anderem mit der iranischen Geschichte und Kultur auseinandersetzte. In den 1980er Jahren arbeitete er zwischenzeitlich als Gastdozent an der Columbia University und veröffentlichte dort auch zwei Bücher in den USA. Seine Analyse vom Islam unabhängiger älterer iranischer Traditionen und sein Eintreten für die Rechte des Individuums brachten ihn in Konflikt mit der iranischen Regierung und führten später dazu, dass seine Bücher 1991 im Iran mit einem Publikationsverbot belegt wurden.
Sa'idi Sirjani wurde zu Beginn des Jahres 1994 verhaftet, die Behörden warfen im unter anderem Drogenmissbrauch, Homosexualität und Spionagetätigkeit für den Westen vor. Nach einer zehnmonatigen Haft verstarb er laut offiziellen Angaben an einem Herzversagen. Es wird jedoch vermutet, dass er von den Behörden ermordet oder durch die Verweigerung medizinischer Versorgung getötet wurde. Auch die Vorwürfe, die zu seiner Verhaftung geführt hatten, werden angezweifelt und als konstruiert angesehen.
Die International Society for Iranian Studies (Internationale Gesellschaft für Iranstudien) vergibt seit 1995 mit dem Saidi-Sirjani Book Award einen nach ihm benannten und mit 2000 $ dotierten Buchpreis.

## Werke
- Dar Astin-E Morraqa (Under the Cloak of Hypocrisy)
- The Serpent-Shouldered Zahak